# Teotlalco (kejsarinna)
Teotlalco var en aztekisk kejsarinna i början av 1500-talet, gift med den aztekiske kejsaren Moctezuma II.

## Biografi
Teotlalco var dotter till Matlaccohuatl, vasallkung av Nahua. Hon gifte sig med Moctezuma II. Hennes make blev aztekernas kejsare år 1502. Hon var inte Moctezumas enda hustru: han hade ett helt harem av hustrur och konkubiner, och påstås vid ett tillfälle ha haft 150 barn och femtio kvinnor gravida samtidigt. Men hon var tillsammans med drottning Tlapalizquixochtzin hans huvudhustru, med titeln kejsarinna, och det var endast hans barn med henne som sedan räknades som legitima. Hon blev 1509 eller 1510 mor till Isabel Moctezuma, som var Moctezumas enda legitima dotter, och därefter till flera söner, bland dem Axayacatl.
År 1520 mördades Moctezuma under striden med spanjorerna. Isabel Moctezuma (samt döttrarna Ana, Maria och Mariana) överlämnades då i Cortes vård.  I den maktstrid som följde mördades hennes söner, näste aztek-kejsare gifte sig med hennes dotter, och dödade sedan hennes enda överlevande son, prins Axayacatl. När hennes svärson kapitulerade för spanjorerna år 1520, överlämnade han sin hustru och hennes hovdamer i deras vård, men nämnde inte Teotlalco.